# 東雲通
東雲通（しののめどおり）は兵庫県神戸市中央区の町名。現行行政地名は東雲通一丁目から東雲通六丁目。郵便番号は651-0079。

## 地理
旧・葺合区中央部、阪急春日野道駅の南側、春日野道商店街の西側に位置する。住宅・商業地域。東は筒井町、南は八雲通、北は若菜通。東西に長い三角形の町域で、一～六丁目が置かれる。
一丁目に春日野道商店街・真宗興正派西教寺・高野山真言宗常光寺、四丁目と五丁目の間に大安亭市場がある。

### 地価
住宅地の地価は、2014年（平成26年）1月1日の公示地価によれば、東雲通2-5-11の地点で21万3000円/m2となっている。

## 歴史
明治34年（1901年）、耕地整理の際に葺合東雲通として神戸市葺合町の一部から成立し、区制施行まで「葺合」を冠称。同時に名づけられた日暮通と対応して付けたとも（西摂大観）、『新勅撰和歌集』に収められている「みつか夜のまだ臥し慣れぬ芦の屋のつまもあらはに明る東雲」という平安時代の歌人藤原家隆の歌から採った（葺合懐古三千年史）ともいう。
- 昭和11年（1931年）、阪神急行電鉄が高架で三宮に乗り入れて、北隣に春日野道駅が設けられる。この一帯はかつて新川スラムと呼ばれるスラム街であった。

## 人口統計
- 平成17年国勢調査（2005年10月1日現在）での世帯数1,009、人口1,700、うち男性796人、女性904人[2]。
- 昭和63年（1988年）の世帯数744・人口1,800[3]。
- 昭和35年（1960年）の世帯数1,317・人口5,088[3]。
- 大正9年（1920年）の世帯数943・人口3,894[3]。